# Розовый жираф
«Розовый жираф» — российское издательство, специализирующееся на выпуске детских книг. Основано в 2007 году и уже в 2008 году рассматривалось критикой как одно из наиболее заметных малых издательств России.

## Переводчики и авторы
Издательство началось с выпуска переводных книг, уже популярных в других странах. К работе над этими книгами «Розовый жираф» привлекает мастеров художественного перевода: Евгению Канищеву, Ольгу Варшавер, Ксению Старосельскую, и лучших детских поэтов: Марину Бородицкую, Михаила Яснова, Григория Кружкова. Благодаря им увидели свет «Идём ловить медведя» Майкла Розена, «Сказки для Каприны» Мориса Карема, «Баю-баюшки, луна» Маргарет Уайз Браун, сказки Арнольда Лобела.
Издательство выпускает книги, переведённые с английского, французского, датского, немецкого языков, а также книги современных русскоязычных авторов:
- «семейная книга» Толстых «Та самая азбука Буратино», которую написали внучка и правнучка Алексея Толстого — Татьяна Толстая и Ольга Прохорова.
- обладатель премии «Заветная мечта» Дина Сабитова доверила публикацию сказок о мыши Гликерии именно «Розовому жирафу».

## Основные направления издательства
«Розовый жираф» выпускает познавательные книги для расширения кругозора, рассказывающие о биологии, астрономии, физике, лингвистике; художественные книги разных жанров — сказки и детективы, приключенческие повести и стихи.
Для издательства очень важно мнение самих юных читателей, именно детям принадлежит право решающего голоса в выборе книг. Например, издательство сомневалось в том, что книга Стивена Хокинга «Джордж и тайны Вселенной» будет интересна российским школьникам. И только после того, как эксперты издательства — 8-летняя девочка и 9-летний мальчик — настояли на выпуске книжки Хокинга, «Розовый жираф» рискнул и не пожалел об этом.

### Не только книги
«Розовый жираф» ведёт художественные и образовательные проекты, которые рождаются из книг или просто из детских вопросов.
Благодаря книгам о животных Джилл Томлинсон «Пингвин, который хотел все знать» и «Горилла, которая хотела вырасти» появились на сайте издательства блоги — Антарктический и «Жизнь замечательных горилл». Биолог Никита Зеленков ведёт «Палеоблог», который рассказывает новости палеонтологии не только читателям «Энциклопедий древностей», но и их родителям, которые давно выросли из книг-игрушек.

### Работа с библиотеками. День чтения
Издательство приезжает в библиотеки и рассказывает о своих новинках, поддерживает все традиционные, привычные для издательств и библиотек формы сотрудничества.
Каждый год издательство проводит День чтения, в котором принимают участие тысячи детей по всей России и всему миру. В этот день издательство просит взрослых не требовать от детей, чтобы они демонстрировали свои навыки чтения, а самим почитать книгу вслух. «Розовый жираф» бесплатно присылает книги в детские сады и школы, библиотеки и детские центры, готовит специальные методические материалы в помощь учителям и библиотекарям.

### Карманный учёный
«Карманный учёный» — это научно-познавательный подкаст, в котором биолог Илья Колмановский понятным детям языком объясняет самые непонятные вещи: как появился язык, откуда взялась та точка во вселенной, из которой произошел большой взрыв, почему случаются природные катаклизмы. Любой ребёнок может позвонить Карманному учёному по телефону и задать свой вопрос. «Карманный учёный» — это система блогов, в которых раскрываются интересные головоломки, темы о космосе, путешествиях и т. д. Издательство устраивает встречи юных читателей с «карманным учёным» на книжных фестивалях, в лектории Политехнического музея.
Последний выпуск «Карманного учёного» вышел в эфир в мае 2014 года.

### Участие в книжных выставках
Издательство активно продвигает свою продукцию посредством книжных выставок.

### Рекомендации детского чтения
На сайте издательства «Розовый жираф» публикуются рецензии не только на книги, выпущенные самим издательством, но и на другие хорошие детские книги. «Русский Журнал» в обзоре «Где почитать о детской книге?» отмечает, что рецензии, подписанные «Розовым Жирафом», «небольшие, но дельные и ладно написанные» и структурированы по возрастам предполагаемых читателей.

### Благотворительность
Издательство участвует в благотворительной деятельности, отправляя книги (оплаченные покупателями) в:
- благотворительный фонд «Жизнь» и отделение онкологии в Российской Детской Клинической Больнице;
- Первый московский хоспис;
- региональные детские дома (книжный автобус «Бампер»[2]);
- Фонд помощи семьям несправедливо осуждённых;
- нуждающимся семьям.

Издательство называет этот проект «Подвешенные книги», по аналогии с итальянской традицией «подвешенного кофе».